# Sidi Bel Abbès (provins)
35°12′N 0°38′V / 35.2°N 0.63°V
Sidi Bel Abbes (arabisk: سيدي بلعباس, berbisk: ⵙⵉⴷⵉ ⴱⴻⵍ ⴰⴱⴱèⵙ) er en af Algeriets 48 provinser. Administrationscenteret er Sidi Bel Abbes.